# Museo de Arte de Sinaloa
El  Museo de Arte de Sinaloa es un museo ubicado en Culiacán Rosales, fue creado para resguardar una de las más importantes colecciones plásticas del noroeste de México y se considera que es uno de los edificios más emblemáticos para la exposición de colecciones de artes visuales en Culiacán tal como exhibiciones de esculturas,  fotografías,  dibujos, videos y arte-objeto entre otros.

## Historia
En sus inicios fue morada del obispo y altos clérigos de la región o lo que se denomina Casa consistorial y después fue ocupado como palacio de gobierno así como para distintos eventos sociales referentes al teatro como  zarzuelas y  comedias, también dentro de este se firmó la Constitución de 1857
Después el inmueble fue remodelado por el arquitecto  Luis F. Molina para que desde 1890 a 1980 fuese utilizado por el gobierno como Palacio municipal y después como sede de la policía municipal. Fue hasta 1990 que fue restaurado para poder albergar el museo e inagurarlo un año después de su remodelación.

## Colecciones
El acervo dentro del museo consta de más de 400 piezas dentro de estas existen obras de renmbrados artistas como Francisco Goitia, Juan Cordero, Rufino Tamayo, Francisco Toledo, Pedro Coronel y muchos otros. Dentro de las obras que destacan se encuentra la recopilación de finales del siglo XIX de la Escuela Mexicana de Pintura y el autorretrato de Diego Riverade 1906.

## Ubicación
Se encuentra en la calle de Rafael Buelna esquina con Ruperto L. Paliza Centro en Culiacán Rosales, Sinaloa.